# Drôme Classic 2019
La 6e édition de la Drôme Classic a lieu le 3 mars 2019. Elle fait partie du calendrier UCI Europe Tour 2019 en catégorie 1.1, et est remportée par Alexis Vuillermoz. 

## Équipes
Classée en catégorie 1.1 de l'UCI Europe Tour, la Drôme Classic est par conséquent ouverte aux WorldTeams dans la limite de 50 % des équipes participantes, aux équipes continentales professionnelles, aux équipes continentales et aux équipes nationales.
Dix-neuf équipes participent à cette course : deux WorldTeams, seize équipes continentales professionnelles et une équipe continentale.
| WorldTeams (2)- AG2R La Mondiale - Groupama-FDJ Équipes continentales professionnelles (16)- Direct Énergie - Arkéa-Samsic - Cofidis, Solutions Crédits - Vital Concept-B&B Hotels - Androni Giocattoli-Sidermec - Wallonie Bruxelles - Roompot-Charles - Wanty-Groupe Gobert - Delko-Marseille Provence - Neri Sottoli-Selle Italia-KTM - Caja Rural-Seguros RGA - Israel Cycling Academy - Rally UHC Cycling - Riwal Readynez - Euskadi Basque Country-Murias - Burgos-BH Équipe continentale- Saint Michel-Auber 93 |
| |

## Récit de la course
Après avoir repris les échappés dans les cinquante derniers kilomètres, le peloton subit des attaques continuelles de coureurs de différentes équipes, mais cela revient toujours. Dans la dernière montée à Livron, Anthony Perez attaque mais c'est Alexis Vuillermoz qui continue seul en tête jusqu'à l'arrivée.

## Classements

### Classement final
| \| Classement général \| Classement général \| Classement général \| Classement général \| Classement général \| \| Coureur \| Coureur \| Pays \| Équipe \| Temps \| \| ------------------ \| ------------------ \| ------------------ \| ----------------------------- \| ------------------ \| \| 1er \| Alexis Vuillermoz \| France \| AG2R La Mondiale \| 5 h 06 min 04 s \| \| 2e \| Valentin Madouas \| France \| Groupama-FDJ \| + 3 s \| \| 3e \| Warren Barguil \| France \| Arkéa-Samsic \| + 3 s \| \| 4e \| Emil Vinjebo \| Danemark \| Riwal Readynez \| + 8 s \| \| 5e \| Giovanni Visconti \| Italie \| Neri Sottoli-Selle Italia-KTM \| + 13 s \| \| 6e \| Arthur Vichot \| France \| Vital Concept-B&B Hotels \| + 13 s \| \| 7e \| Romain Bardet \| France \| AG2R La Mondiale \| + 13 s \| \| 8e \| Guillaume Martin \| France \| Wanty-Gobert \| + 13 s \| \| 9e \| Matteo Busato \| Italie \| Androni Giocattoli-Sidermec \| + 13 s \| \| 10e \| Kévin Le Cunff \| France \| Saint Michel-Auber 93 \| + 13 s \| |                   |          |                               |                 |
| |                   |          |                               |                 |
| Source : ProCyclingStats |                   |          |                               |                 |
| Classement général |                   |          |                               |                 |
| Coureur | Coureur           | Pays     | Équipe                        | Temps           |
| 1er | Alexis Vuillermoz | France   | AG2R La Mondiale              | 5 h 06 min 04 s |
| 2e | Valentin Madouas  | France   | Groupama-FDJ                  | + 3 s           |
| 3e | Warren Barguil    | France   | Arkéa-Samsic                  | + 3 s           |
| 4e | Emil Vinjebo      | Danemark | Riwal Readynez                | + 8 s           |
| 5e | Giovanni Visconti | Italie   | Neri Sottoli-Selle Italia-KTM | + 13 s          |
| 6e | Arthur Vichot     | France   | Vital Concept-B&B Hotels      | + 13 s          |
| 7e | Romain Bardet     | France   | AG2R La Mondiale              | + 13 s          |
| 8e | Guillaume Martin  | France   | Wanty-Gobert                  | + 13 s          |
| 9e | Matteo Busato     | Italie   | Androni Giocattoli-Sidermec   | + 13 s          |
| 10e | Kévin Le Cunff    | France   | Saint Michel-Auber 93         | + 13 s          |